# Los Monts (Puig de l'Anell)
Los Monts és un indret del terme municipal d'Isona i Conca Dellà, a l'antic terme d'Orcau, al Pallars Jussà.
El lloc és a l'extrem nord-oest del terme municipal, a l'extrem nord de la vall de Montesquiu, a la riba esquerra de la Noguera Pallaresa, al pantà de Sant Antoni. És a migdia de l'antic poble de Puig de l'Anell, a la dreta del barranc de la Podega.